# Аренур
Аренур — село в Хилокском районе Забайкальского края России. Входит в состав Сельского поселения «Харагунское».

## География
Село находится в центральной части района, на расстоянии примерно 64 километров (по прямой) к востоку-северо-востоку (ENE) от города Хилок. Абсолютная высота — 897 метров над уровнем моря.
Климат
Климат характеризуется как резко континентальный, с продолжительной морозной зимой и коротким тёплым летом. Среднегодовая температура воздуха составляет −4,2 °С. Средняя многолетняя температура самого холодного месяца (января) составляет −27 — −25 °С (абсолютный минимум — −52 °С), температура самого тёплого (июля) — 16 — 17 °С (абсолютный максимум — 39 °С). Среднегодовое количество осадков — 439 мм.
Часовой пояс
Село Аренур находится в часовой зоне МСК+6. Смещение применяемого времени относительно UTC составляет +9:00.

## Население
| 2010 | 2021 |
| ---- | ---- |
| 28   | ↘20  |

Половой состав
По данным Всероссийской переписи населения 2010 года в гендерной структуре населения мужчины составляли 67,9 %, женщины — соответственно 32,1 %.
Национальный состав
Согласно результатам переписи 2002 года, в национальной структуре населения русские составляли 100 % из 46 чел.